# Christina Grima
Christina Grima (Pietà, 8 febbraio 1989) è un'ex cestista maltese.
Ala piccola di 175 cm, ha giocato nella Nazionale maltese.

## Carriera
È stata tagliata dalla Rainbow Catania (in Serie B) nel febbraio 2014 a causa dei problemi economici, dopo aver disputato una stagione e mezzo, l'ultima da capitano, e aver chiuso la stagione 2013-14 al primo posto nella classifica marcatrici.

## Palmarès
- Europei Division C: 2
Naz. maltese: Lussemburgo 2008, Armenia 2010
- Europei U18 Division C: 1
Naz. maltese: Malta 2007